# Sosippos
Sosippos  (grec ancien : Σώσιππος) est un vainqueur olympique. Sa cité d'origine est mal connue. Selon Diodore de Sicile, il serait citoyen d'Athènes. Selon Eusèbe de Césarée, il serait originaire de Delphes.
Il remporta la course à pied du stadion d'une longueur d'un stade (environ 192 m) lors des 98e Jeux olympiques, en 388 av. J.-C.

## Sources
- (en) Paul Christesen, Olympic Victor Lists and Ancient Greek History, New York, Cambridge University Press, 2007, 580 p. (ISBN 978-0-521-86634-7).
- Diodore de Sicile, Bibliothèque historique [détail des éditions] [lire en ligne] (XIV, 107, 1).
- Eusèbe de Césarée, Chronique, Livre I, 70-82. Lire en ligne.
- (en) David Matz, Greek and Roman Sport : A Dictionnary of Athletes and Events from the Eighth Century B. C. to the Third Century A. D., Jefferson et Londres, McFarland & Company, 1991, 169 p. (ISBN 0-89950-558-9)
- (it) Luigi Moretti, « Olympionikai, i vincitori negli antichi agoni olimpici », Atti della Accademia Nazionale dei Lincei, vol. VIII,‎ 1959, p. 55-199.